# Sunrise Festival (Gierle)
Sunrise Festival is een festival dat sinds 2013 plaatsvindt op het domein De Lilse Bergen. Het is één van de openers van het festivalseizoen in België.

## Geschiedenis
Het festival dat al sinds de start in 2013 plaatsvindt in De Lilse Bergen was een groeiend festival. Ondanks het minder groot aantal verschillende podia, was er wel meer plaats voor bezoekers. Zo steeg het aantal bezoekers doorheen de jaren met ettelijke duizenden. In 2023 werd er afgeklopt op 55.000 bezoekers. In 2024 liep het bezoekersaantal op tot 70.000 feestvierders.

#### Sunset Festival
In 2020 en 2021 kon Sunrise Festival niet doorgaan wegens Covid-19. Als alternatief kwamen ze later in 2021 met een alternatief genaamd Sunset Festival. In 2022 ging dit nogmaals door op 10 september. De jaren daaropvolgend ging Sunset Festival niet meer door en werd er opnieuw een volledig Sunrise Festival georganiseerd.

## Artiesten
Elk jaar probeert Sunrise Festival enkele grote namen op de affiche te zetten. Hoewel de line-up vooral bestond uit dj's, zien we ook meerdere zangers en bands terugkomen in de lijst. 
| Editie                                                     | Artiesten |
| ---------------------------------------------------------- | --- |
| 28, 29 en 30 juni 2013                                     | Brennan Heart, Coone, Kraantje Pappie, Mark with a K, Milk Inc, Pat Krimson, Sander Van Doorn, Steve Aoki, Solomun, W&W,... |
| 20 en 21 juni 2014                                         | Borgeous, Claptone, Coone, Da Tweekaz, Gers Pardoel, Laurent Wery, Mark with a K, Paul Elstak,... |
| 26 en 27 juni 2015                                         | Bonzai All Stars, Brennan Heart, Coone, Da Tweekaz, Frontliner, Furax, Jan Vervloet, Lowriderz, Mandy, Mark with a K, Pat Krimson, Sub Zero Project, Yves Deruyter,... |
| 24 en 25 juni 2016                                         | Bonzai All Stars, Brennan Heart, Coone, Da Tweekaz, Franky Kloeck, Frontliner, Gunther D, Jan Vervloet, Lil' Kleine, Lowriderz, Mandy, Mark with a K, Skyve, Sub Zero Project, Yves Deruyter,... |
| 23, 24 en 25 juni 2017                                     | Brennan Heart, Coone, Henri PFR, Jebroer, Kris Kross Amsterdam, Lil' Kleine, Lowriderz, Mark with a K, Murdock, Paul Elstak, Radical Redemption, Regi, Ronnie Flex, Yves V,... |
| 29 en 30 juni - 1 juli 2018                                | Bizzey, Brennan Heart, Coone, Da Tweekaz, DJ Licious, Jebroer, Kraantje Pappie, La Fuente, Lil' Kleine, Lucas & Steve, Mark with a K, Murdock, Radical Redemption, Regi, Yves Deruyter, Zonderling,... |
| 28, 29 en 30 juni 2019                                     | Bizzey, Coone, Da Tweekaz, DJ F.R.A.N.K., DJ Licious, Double Pleasure, Jan Vervloet, Jebroer, Lil' Kleine, La Fuente, Lowriderz, Mandy, Mark with a K, MATTN, Mental Theo, Michael Amani, Pat Krimson, Radical Redemption, Ronny Retro, Snelle, Sub Zero Project, Tony Junior, Used,...                                                          |
| 26, 27 en 28 juni 2020                                     | Editie afgelast |
| 28 - 29 augustus en 4 - 5 september 2021 (Sunset Festival) | 5napback, Antoon, Coone, Da Tweekaz, Dave Lambert, DJ F.R.A.N.K., DJ Ghost, Jan Vervloet, Jebroer, Lil' Kleine, Lowriderz, Mandy, Mark with a K, MATTN, Omdat het kan FT. Average Rob, Pat B, Push Live, Regi Live, Ronny Retro, Sefa, Warface, Yves Deruyter,...                                                                                |
| 24, 25 en 26 juni 2022                                     | Afro Bros, Antoon, Bizzey, Coone, Cristian D, Da Tweekaz, DJ Licious, FeestDJRuud, Kris Kross Amsterdam, La Fuente, Lucas & Steve, Mandy, Mark with a K, Omdat het kan FT. Average Rob, Radical Redemption, Ronnie Retro, Sefa, Sub Zero Project, Ummet Ozcan,...                                                                                |
| 10 september 2022 (Sunset Festival)                        | Afro Bros, Bilal Wahib, Cristian D, Flemming, Joost, Kris Kross Amsterdam, Ronnie Flex, The Opposites, Trobi, Yung Felix |
| 23, 24 en 25 juni 2023                                     | $hirak, Andromedik, Antoon, Bilal Wahib, Bizzey, Boef, Coone, Cristian D, Da Tweekaz, Dikke, DJ Licious, Goldband, La Fuente, Lijpe, Mandy, Mark with a K, Omdat het kan FT. Average Rob, Radical Redemption, Ronnie Flex, Regi, Ronny Retro, Sub Zero Project, Tony Junior, Trobi, Used,...                                                     |
| 28, 29 en 30 juni 2024                                     | Amber Broos, Andromedik, Antoon, Bankzitters, Bizzey, Boef, Boer Harm, Coone, Cristian D, Da Tweekaz, Dikke, DJ Ghost, DJ Wout, FeestDJRuud, Jebroer, Katnuf, Lil' Kleine, Lowriderz, Mandy, Mark with a K, Natte Visstick, Omdat het kan FT. Average Rob, Pat B, Pat Krimson, Pombak, Ronny Retro, Sub Zero Project, Timmy Trumpet, Used, Wiwek |
| 27, 28 en 29 juni 2025                                     | |